# Joey Votto
Joseph Daniel Votto (Toronto, 10 settembre 1983) è un giocatore di baseball canadese di ruolo prima base per i Cincinnati Reds della Major League Baseball (MLB).

## Carriera
Votto debuttò nella MLB con i Cincinnati Reds il 4 settembre 2007 contro i New York Mets. Nel suo secondo turno in battuta batté un fuoricampo. Il 7 maggio 2008 batté per la prima volta tre fuoricampo in una partita contro i Chicago Cubs. Alla fine di quell'anno si classificò al secondo posto nel premio di rookie dell'anno della National League.
Nel 2010, Votto ebbe una media battuta di .324, con 113 RBI, 106 punti segnati e 37 fuoricampo, guidando la MLB per percentuale di arrivo in base (.424), venendo premiato con l'Hank Aaron Award. Inoltre vinse quasi unanimemente il premio di MVP della National League. Fu solamente il terzo giocatore canadese ad aggiudicarsi tale riconoscimento dopo Larry Walker e Justin Morneau. Inoltre fu il primo giocatore dei Reds da Barry Larkin nel 1995. Nel 2010 ottenne la prima di quattro convocazioni consecutive all'All-Star Game. Tale striscia si chiuse nella stagione 2014, segnata da diversi infortuni.
Nel 2015, Votto batté con .314, con 29 home run e 80 RBI, finendo terzo nel premio di MVP dietro a Bryce Harper e Paul Goldschmidt. L'anno successivo ebbe una partenza lenta ma si rifece nella seconda parte della stagione, diventando il primo giocatore dopo Ichirō Suzuki nel 2004 a battere con una media di .400 dopo la pausa per l'All-Star Game. La sua annata si chiuse battendo con .326, con 29 fuoricampo e 97 RBI.
Il 2 luglio 2017, Votto fu convocato per il quinto All-Star Game della carriera, la prima selezione dal 2013. A fine anno si classificò secondo nel premio di MVP della National League, vinto da Giancarlo Stanton con uno dei margini più ristretti della storia, 302 punti contro i 300 di Votto.

## Palmarès
- MVP della National League: 1

2010
- MLB All-Star: 6

2010–2013, 2017, 2018
- Guanti d'oro: 1

2011
- Hank Aaron Award: 1

2010
- Lou Gehrig Memorial Award: 1

2017
- Trofeo Lou Marsh: 2

2010, 2017
- Giocatore del mese: 1

NL: luglio 2021
- Esordiente del mese: 1

NL: settembre 2008
- Giocatore della settimana: 6

NL: 27 settembre 2009, 31 luglio 2011, 19 maggio 2013, 2 luglio 2017, 29 aprile 2018, 1º agosto 2021